# Ferrovia Mizuma
La Ferrovia Mizuma (水間鉄道?, Mizuma Tetsudō), chiamata anche Suitetsu (水鉄?), è una società con sede nella città di Kaizuka, nella prefettura di Osaka, che gestisce attività ferroviarie e di autobus. È una consociata interamente controllata da Gourmet Kineya.

## Storia
Il 17 aprile 1924 viene fondata la compagnia e il 24 dicembre 1925 inizia la sua attività la linea Mizuma. L'8 dicembre 1950 inizia il servizio autobus della compagnia.
Il 30 aprile 2005 la società dichiara fallimento davanti al tribunale di Osaka. Il 6 aprile 2006 l'azienda diventa una filiale del gruppo Gourmet Kineya, mentre il 16 giugno i tribunali di Osaka stabiliscono che il processo di riabilitazione è terminato.
Il 1° febbraio 2007 riprende il servizio di autobus charter. Nel 2009 inizia l'utilizzo su autobus e treni della carta automatica PiTaPa.
Dal 23 marzo 2013 con l'uso comune di tutte le carte IC nei mezzi di trasporto del Giappone, i servizi Mizuma possono ora essere utilizzati con carte come Suica o PASMO.

## Linee ferroviarie
La società gestisce la linea Mizuma, l'intera linea è a binario unico e l'unica stazione di interscambio è la stazione di Nagoe.
C'era un piano per costruire una linea che si diramasse dalla stazione di Sechigo lungo il percorso e si collegasse attraverso i monti Izumi a Konakawa-cho (l'attuale città di Kinokawa) nella prefettura di Wakayama, ma il piano è stato accantonato.
- Linea Mizuma (水間線?): Kaizuka - Mizuma Kannon (5,5 km, 10 stazioni)

## Materiale rotabile
L'azienda gestisce convogli della serie 1000, precedentemente noti come Tōkyū serie 7000.

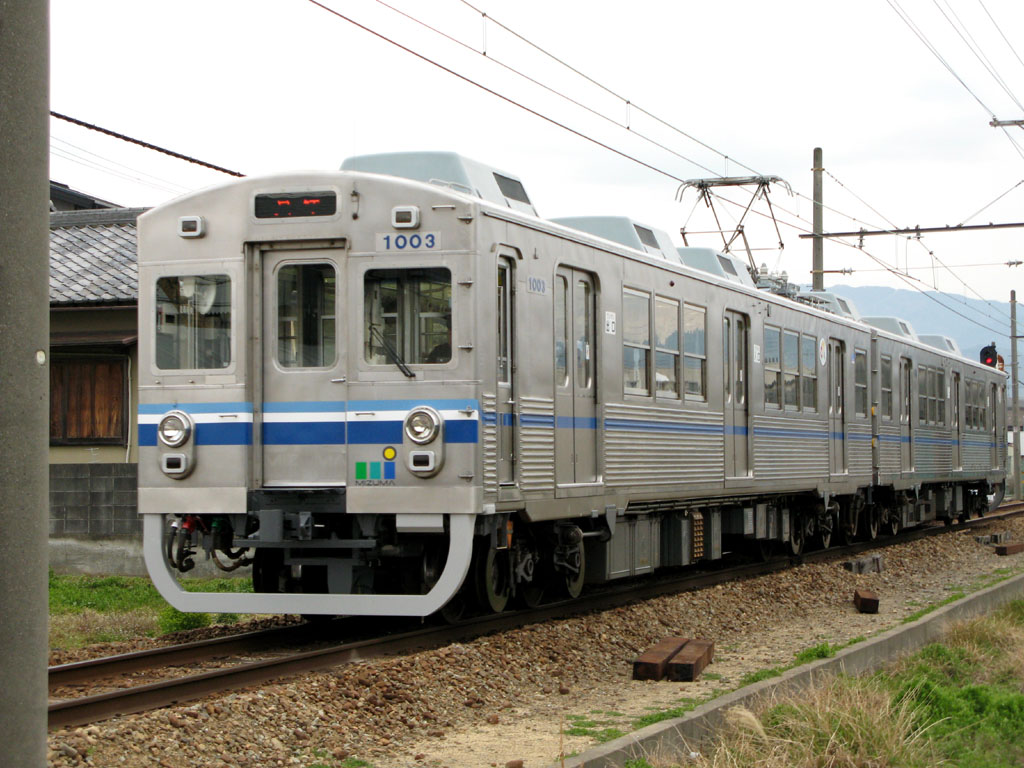
Suitetsu Serie 1000

## Altri servizi
Oltre al servizio ferroviario della linea Mizuma, la compagnia gestisce anche diverse linee di autobus a breve distanza a livello prefettizio e comprende autobus municipali nella città di Kaizuka. Il servizio autobus della compagnia fu inaugurato l'8 dicembre 1950. Nel 1990 la compagnia aprì una linea verso il villaggio di Kumatori che dovette essere chiusa nel 2006 quando la compagnia dichiarò bancarotta. Tuttavia, nel 2007, con i nuovi proprietari, è ripreso il servizio di autobus charter.

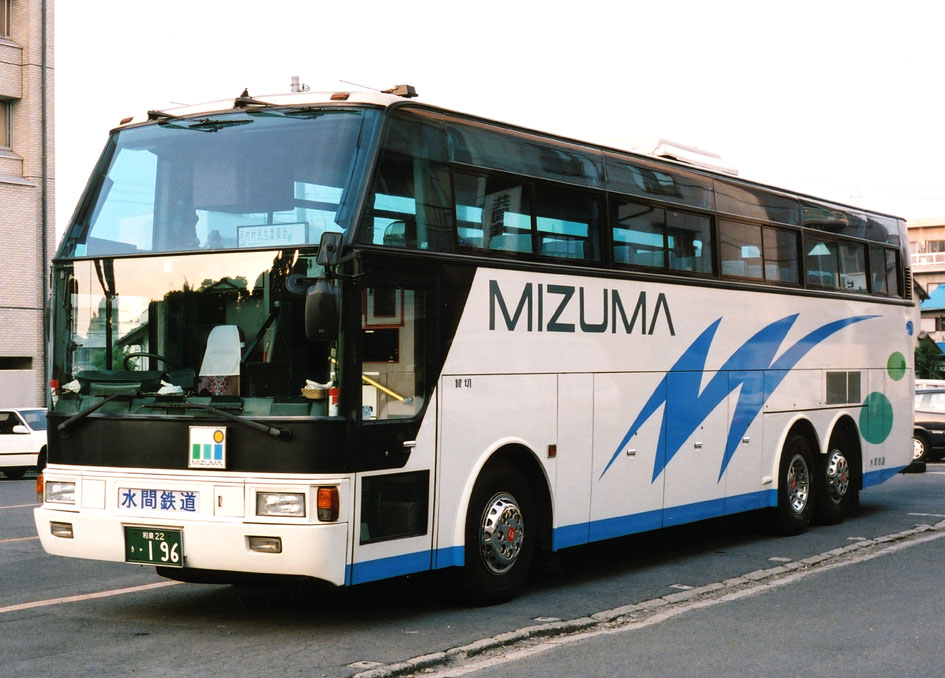
Autobus delle ferrovie Mizuma
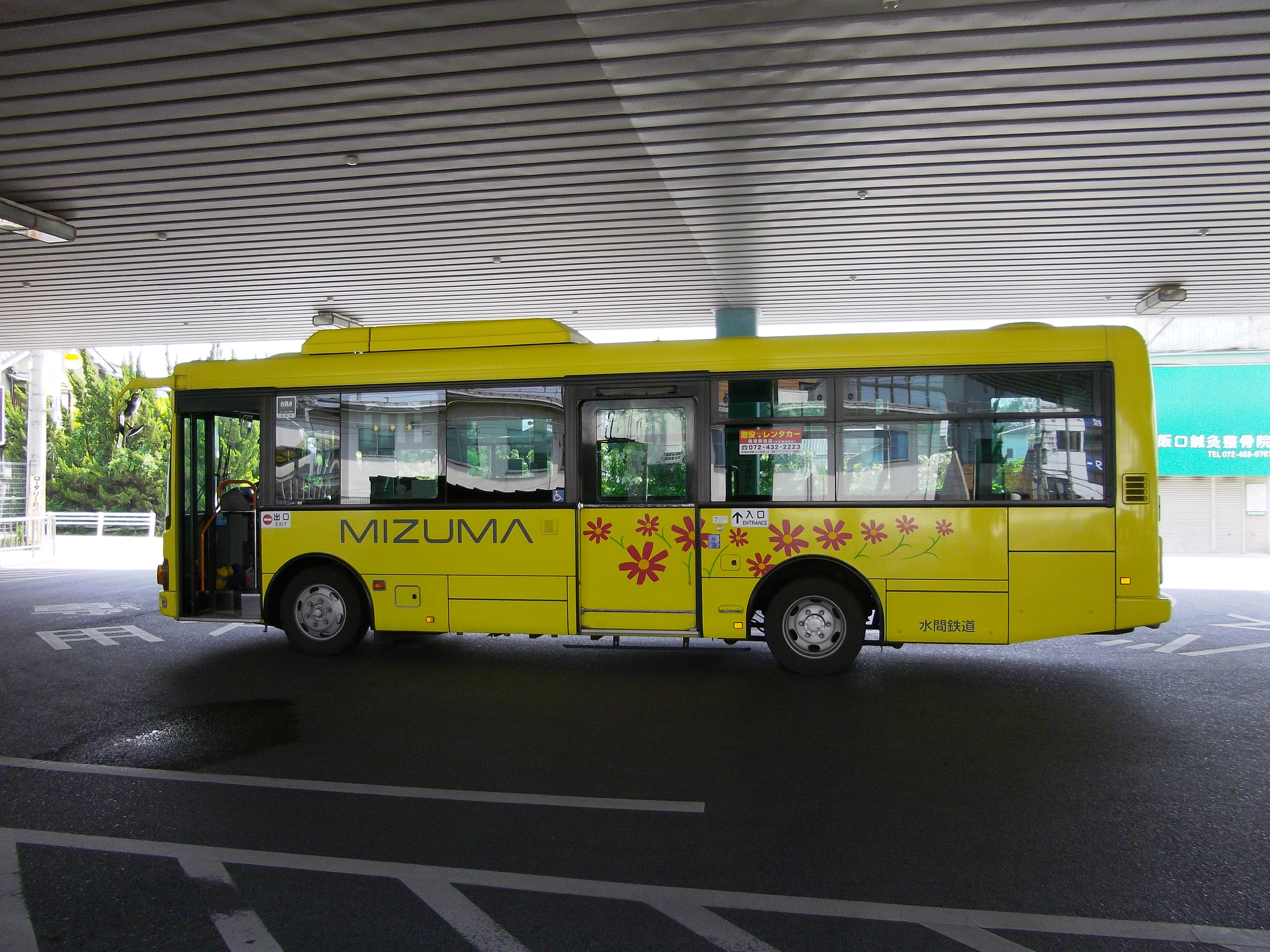
Autobus di linea